# Gà chín cựa

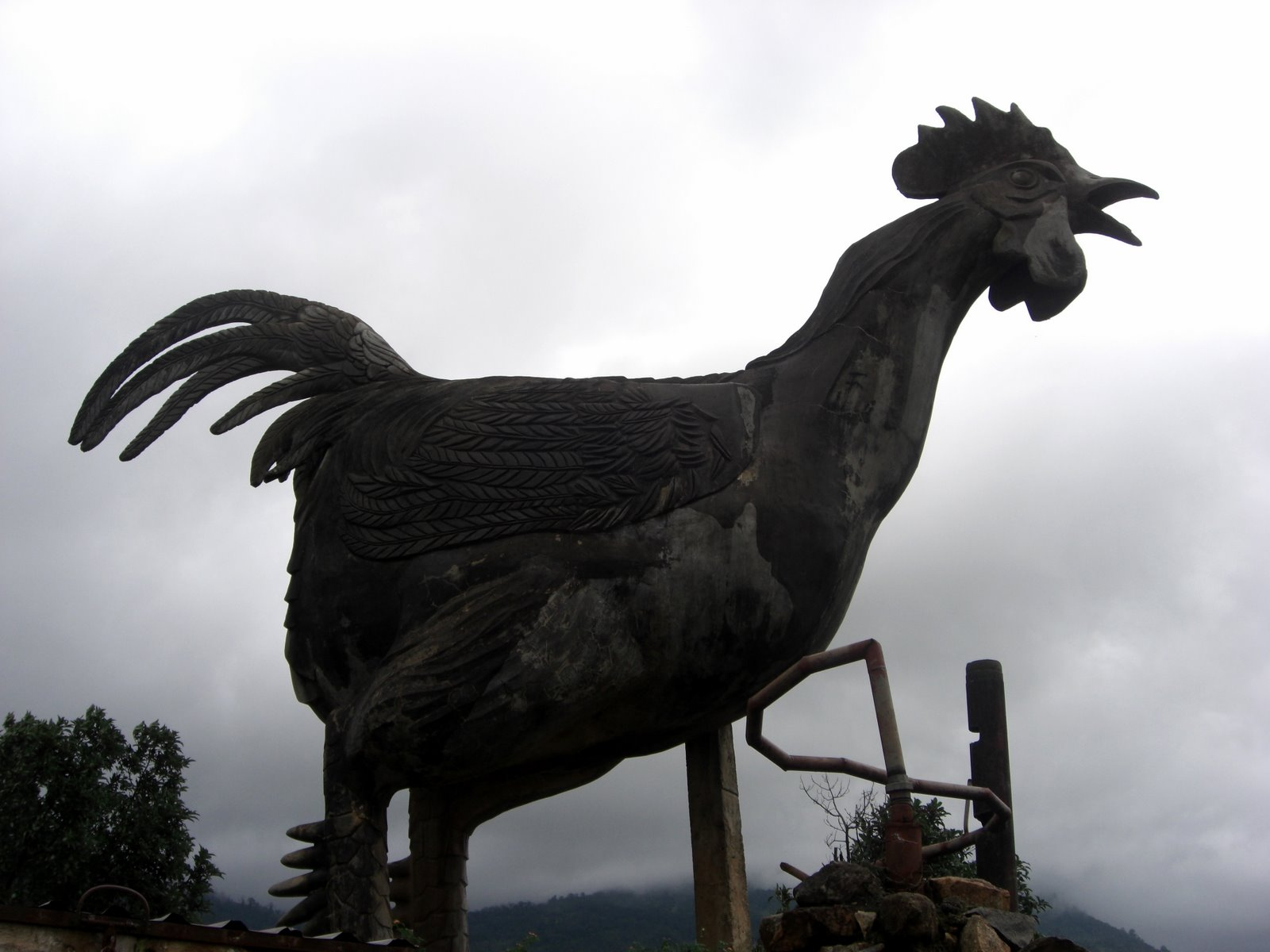
Tượng một con gà chín cựa ở làng của người Lạch

Gà chín cựa hay gà nhiều cựa là một giống gà tại Việt Nam với đặc trưng là có nhiều cựa. Loại gà này được nuôi xã Mẫu Sơn của huyện Lộc Bình tỉnh Lạng Sơn và vùng Thanh Sơn, xã Xuân Sơn, huyện Tân Sơn của Phú Thọ. Gà chín cựa được nhắc đến trong truyền thuyết Sơn Tinh - Thủy Tinh như là một sính lễ mà Vua Hùng đòi hỏi để cầu hôn nàng Mỵ Nương cùng với voi chín ngà và ngựa chín hồng mao. Việc nuôi loại gà này cho hiệu quả kinh tế cao.

## Đặc trưng
Giống gà chín cựa có kích cỡ nhỏ và nặng thông thường không quá 1,5kg. Mào gà đỏ tươi như máu, đuôi cong vút tựa cầu vồng và rất mảnh. Giống gà này còn có đôi mắt sáng quắc và không tỏ ra hoảng hốt ngay cả khi bị giữ chặt, chúng cũng có đặc điểm hiếu chiến và hung dữ. Gà khi đủ lông đủ cánh, chúng bay như chim, bởi chân ngắn và sải cánh rất rộng, gà trưởng thành có thân hình rắn chắc có năm màu ngũ hành đỏ son của mào, vàng rơm của chân, đen trắng xen xanh cánh trả của lông. Giống gà này có khả năng kháng bệnh rất tốt, chúng cũng rất khôn, có thể trông nhà thay chó gà chín cựa thông minh tới mức có thể trông nhà khi chủ đi vắng, gà chín cựa cũng chỉ ăn ngô, ăn thóc như giống gà khác.
Điểm đặc trưng của giống gà này là chúng có đặc điểm chân to, chắc và mọc đều 3, 4 cựa mỗi bên. Mỗi cựa dài, ngắn khác nhau, mọc nối theo hàng. Đặc biệt, cựa trên cùng hoàn toàn chỉ là sừng, cong vút như lưỡi câu liêm hay nanh lợn rừng. Gà có đầy đủ chín cựa thì khá hiếm và rất quý, chủ yếu là gà bảy, tám cựa. Gà chín cựa từ khi còn nhỏ đã có thể nhận thấy rõ các cựa ở khuỷu chân, mỗi bên có thể mọc từ 3-4 cựa tùy vào thời gian gà trưởng thành. Trong cùng một lứa gà, không phải lúc nào cũng có thể nhân được giống gà chín cựa, có con chỉ có bảy hoặc tám cựa, có con không có cựa nào. Gà nhiều cựa có hai dòng, mỗi chân có ba cựa hình tam giác gọi là lục đinh còn mỗi chân có năm cựa nhưng một cựa lép chính là giống chín cựa. Loại này cựa hình tròn chứ không phải tam giác. Gà giống chín cựa đất thủy tổ là một con gà chọi chính cống với đặc điểm hiếu chiến và hung dữ. Tuy có chín cựa nhưng nó chưa đủ để thành một yêu quái trong truyền thuyết vì vóc dáng xấu, lông ngắn, chân chì.